# Пукало, Иван Петрович
Иван Петрович Пукало — советский футболист, нападающий, воспитанник смоленского футбола, игрок команды «Крылья Советов».
Первой командой было минское «Динамо», но к играм основного состава не привлекался.
В 1941 году вместе с машиностроительным заводом эвакуирован в Куйбышев, где начал играть в только что созданной команде «Крылья Советов».
Участник первого междугороднего матча «Крыльев Советов» с московской командой — предшественницей команды Василия Сталина ВВС (3:4).
Участник первой игры на первенство СССР, которую «Крылья Советов» провели на куйбышевском стадионе «Локомотив» 3 июня 1945 года с командой «Торпедо» (Горький) и завершили её вничью со счётом 1:1.
Участник первой игры на первенство СССР в высшей лиге (первая домашняя игра), которую «Крылья Советов» провели в Алма-Ате 21 апреля 1946 года с командой «Зенит» (Ленинград) и завершили её со счётом 1:2.
Участник первой победной игры «Крыльев Советов» в высшей лиге. Матч 13 тура (21 июля) состоялся в Ленинграде с командой «Зенит» (Ленинград) и завершился со счётом 0:2, один из мячей забил Иван Пукало.
27 апреля 1947 года «Крылья Советов» в присутствии 8000 зрителей обыграли куйбышевское «Динамо» со счётом 7:0, хет-трик оформил Иван Пукало.

## Достижения
командные
- Первая лига СССР по футболу — победитель (1945)
- Кубок Куйбышевской области по футболу — победитель (1945)

## Клубная статистика
| Выступление      | Выступление      | Выступление      | Лига | Лига | Кубок | Кубок | Товарищеские | Товарищеские | Итого | Итого |
| Клуб             | Лига             | Сезон            | Игры | Голы | Игры  | Голы  | Игры         | Голы         | Игры  | Голы  |
| ---------------- | ---------------- | ---------------- | ---- | ---- | ----- | ----- | ------------ | ------------ | ----- | ----- |
| Крылья Советов   | Чемпионат города | 1942             | 0    | 0    | —     | —     | 3            | 0            | 3     | 0     |
| Крылья Советов   | первая           | 1945             | 12   | 2    | —     | —     | —            | —            | 12    | 2     |
| Крылья Советов   | высшая           | 1946             | 15   | 3    | 1     | 0     | —            | —            | 16    | 3     |
| Крылья Советов   | высшая           | 1947             | 11   | 0    | 2     | 0     | 1            | 3            | 14    | 3     |
| Крылья Советов   | Итого            | Итого            | 38   | 5    | 3     | 0     | 4            | 3            | 45    | 8     |
| Всего за карьеру | Всего за карьеру | Всего за карьеру | 38   | 5    | 3     | 0     | 4            | 3            | 45    | 8     |